# تين (تشهاردانغة)
تین (بالفارسية: تین) هي منطقة سكنية تقع في إيران في قسم تشهاردانغة الریفي. يقدر عدد سكانها بـ 47 نسمة بحسب إحصاء 2016.